# 1891 en Grèce
Chronologie de la Grèce
- 1887
- 1888
- 1889
- 1890
- 1891
- 1892
- 1893
- 1894
- 1895

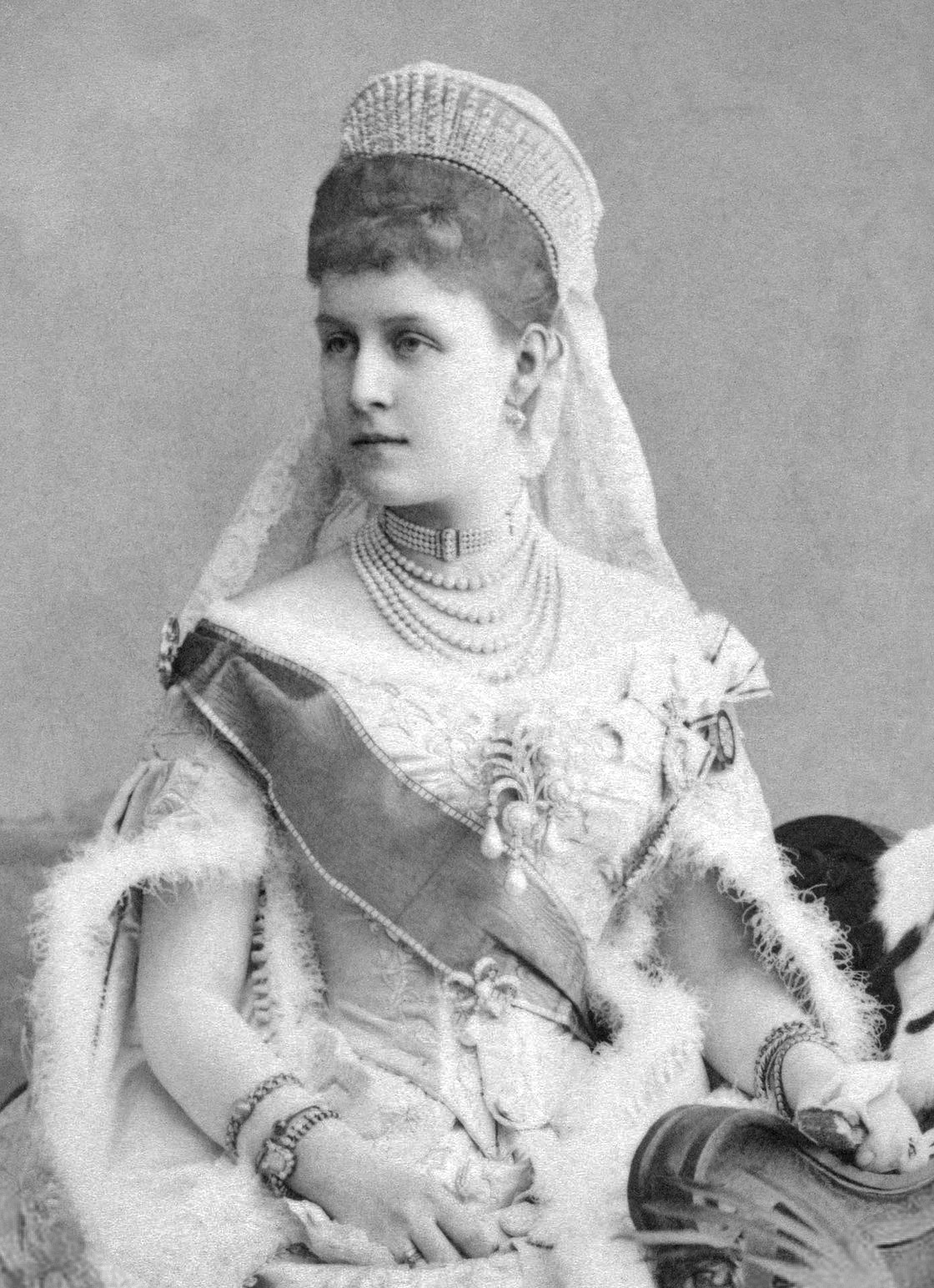
Mort d'Alexandra de Grèce (24 septembre).

Cette page concerne les évènements survenus en 1891 en Grèce  :

## Création
- Clubs sportifs :
  - Apollon Smyrnis
  - GS Apollon Smyrnis (en)
  - Panachaïkí
  - Panachaiki G.E. (en)
  - Panellinios G.S. (en)
- Mise en service de la ligne ferroviaire de Kavásila à Kyllíni
- Mise en service de la ligne ferroviaire de Pýrgos à Olympie

## Naissance
- Georgios Anitsas (en), tireur sportif.
- Dimítrios Giatzís (el), militaire.
- Constantínos Ktistópoulos (el), écrivain.
- Emmanouíl Mántakas, dirigeant de la résistance et personnalité politique.
- Giórgos Xýdis (el), acteur.
- Andréas Xyngópoulos (el), archéologue.

## Décès
- Alexandra de Grèce, princesse de Grèce et de Danemark puis,  grande-duchesse de Russie.
- Charálambos Pachís, peintre.
- Konstantínos Paparrigópoulos, historien et professeur d'université.